# Morze Sycylijskie
Morze Sycylijskie (wł. Mar di Sicilia) – basen w środkowej części Morza Śródziemnego pomiędzy Sycylią a Afryką.
Morze Sycylijskie oddziela wschodnią część Morza Śródziemnego od zachodniej. Występują tu Cieśnina Sycylijska i Cieśnina Maltańska.
Na morzu Sycylijskim znajduje się 9 wysp, największe to Sycylia, Malta, Gozo, Pantelleria, Lampedusa i Linosa.